# Klosterkyrkan i Sankt Gallen

Stiftskirche St. Gallen (egentligen Stiftskirche St. Gallus und Otmar) är en romersk-katolsk kyrkobyggnad i staden Sankt Gallen i Schweiz. Den är domkyrka i Sankt Gallen och var från uppförandet mellan 1755 och 1766 till 1805 klosterkyrka för Sankt Gallens kloster. Kyrkan tillsammans med klosterområdet togs 1983 upp på Unescos lista över skyddsvärda världskulturkvalitéer.

## Historia
Initiativet till nybyggnationen av klosterkyrkan går tillbaka på 1700-talet, då den gamla klosterkyrkan, vars äldsta delar härrörde från 800-talet, var fallfärdig. Mellan 1755 och 1757 uppförde Peter Thumb långhuset och rotundan efter Gabriel Losers och  Johann Caspar Bagnatos ritningar. De gamla byggnaderna började rivas den  2 maj 1755; grundstenen för nybygget lades den 29 augusti 1756 av abbot Coelestin Gugger von Staudach på en redan delvis förfärdigad byggnadsstomme.

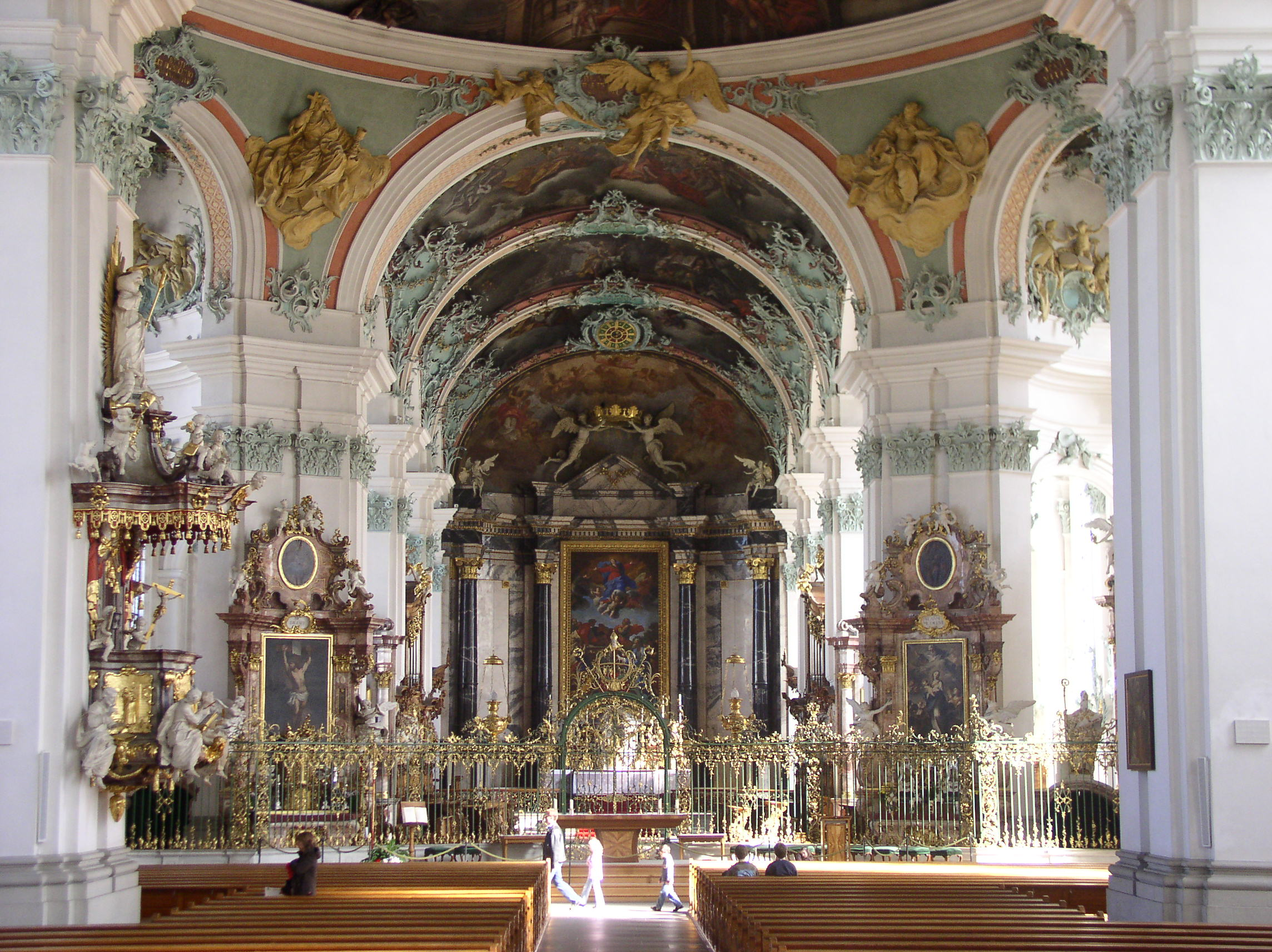
Klosterkyrkans interiör

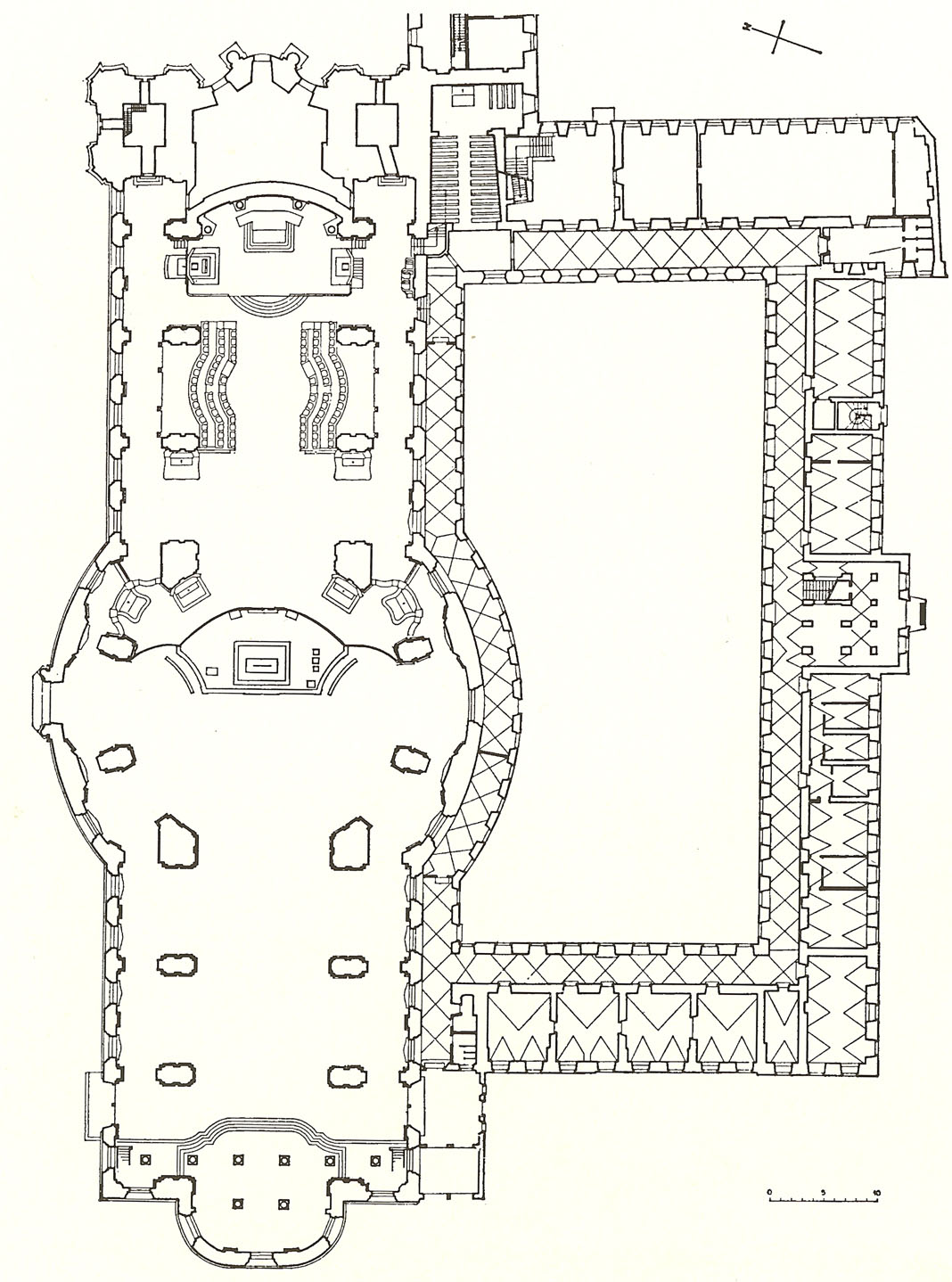
Planritning (med den inre klostergården)

Det in- och utvändiga dekorationsarbetet utfördes av Johann Christian Wentzinger för 52 000 gulden, varav det mesta arbetet inte utfördes av honom personligen, utan han bara projekterade, planerade och skissade. På sommaren 1760 var arbetet med skeppet i stort sett avslutat och den 15 november 1760 ägde invigningen rum.
Först 1760 fattades beslut om nybyggnationen av kyrkans kor. Innan dess användes det gamla gotiska koret som nödkor. Byggledningen övergick därför från Peter Thumb till  Johann Beer. Ytterligare sidobyggnader och tornen liksom inredningsarbeten utfördes under följande år. Tornen var den sista del av byggnaden att färdigställas (vilket skedde 1766), invändigt utfördes mindre arbeten ända fram till 1772.
Den djärva kupolkonstruktionen i långhuset var byggnadstekniskt illa utförd, vilket gjorde en renovering nödvändig redan 1773. Statikproblem avhjälptes med tillbyggda stödkonstruktioner.
Efter att Sankt Gallens kloster upplösts 1805 företogs mindre förändringar i kyrkorummet. Abbotsstolen flyttades något och högaltaret fick funktionen av församlingsaltare. Byggnadsskador gjorde ytterligare renoveringsarbeten nödvändiga, varför Antonio Moretto fick utföra flera nya takmålningar fram till 1824. Ytterligare omfattande renoveringar genomfördes 1841 till 1845 (östra fasaden), 1866/1867 (omfattande interiörrenovering) och 1928 till 1938 (omfattande renovering utvändigt). Den senaste omfattande renoveringen företogs från 2000 till 2003.
Sedan 1824 är klosterkyrkan domkyrka i biskopsdömet Sankt Gallen.

## Byggnaden och inredning
Klosterkyrkan är en av senbarockens sista monumentala helgedomar. Harmoniskt förenar sig rotundan åt väst och öst med skeppet och koret i symmetri. Det sceniska och plastiska utförandet mellan rokoko och klassicism är ett verk av en sydtysk mästare. Stuckaturen är av bröderna Johann och Mathias Gigl, stuckrelieferna av Christian Wenzinger. Målningarna är Joseph Wannenmachers verk.
Målningarna i rotundan föreställer Guds ankomst i närvaro av de hädangångna,  medan Gallus, Otmar, Magnus och  Wiborada, de stora gestalterna i klostrets historia, är avbildade i skeppsvalven. Dubbelkorbänken med relieferna ur Sankt Benedikts liv går tillbaka på Joseph Anton Feuchtmayer.
Tornen i ostfasaden är orienterade mot palatsbyggnaden. De är  68 meter höga. Gavelreliefen föreställer Marie himmelsfärd, därunder syns Helige Desiderius och Mauritius.
I tornen finns ”det mest klangdjupa ljudet i Schweiz” i klocktonerna e0, g0, h0, ciss1, d1, f1, a1, c2 och diss2. I tornlanterninerna står ytterligare tvenne klockor med tonerna d2 och f2 att finna.
Den östra kryptans äldsta delar härrör från 800-talet. Enligt traditionen skall den Helige Galli grav vara belägen här. En bit av kraniet visas fortfarande upp här i ett relikvarium. I den västra kryptan finns den Helige Otmars och Sankt Gallen-biskoparnas gravar.
Kyrkan avdelas i mitten av ett turkos-gyllene korskrank. Ursprungligen avsåg det att åtskilja munkarnas utrymme från kyrkobesökarnas. Idag förrättas mässan från altaret alldeles framför gallerverket, ungefär mitt i kyrkan.
Fasaden är, med undantag av östsidan med tornen, i mycket dåligt skick. Bara de fyra statyerna, som sätter sin prägel på norra ingången, utmärker sig.

### Hänvisningar i originalartikeln

#### Webblänkar
- Wikimedia Commons har media som rör Klosterkyrkan i Sankt Gallen.
- Unesco-Weltkulturerbe Prospekt zum Stiftsbezirk (PDF; 924 kB)
- Sandstein – die Renovation der Kathedrale St. Gallen (PDF; 3,53 MB)
- Livecam auf das Kloster und den Klosterplatz St. Gallen